# Плавание на летней Спартакиаде народов СССР 1986
В списке указаны призёры соревнований по плаванию, состоявшихся в рамках IX летней Спартакиады народов СССР в Москве 9—14 сентября 1986 года.

## Результаты

### Мужчины
| 50 м, вольный стиль | 50 м, вольный стиль | 50 м, вольный стиль | 50 м, вольный стиль | 50 м, вольный стиль | 50 м, вольный стиль |
| Место               | Спортсмен           | Город               | ДСО/Спорт.орг.      | Время               |                     |
| ------------------- | ------------------- | ------------------- | ------------------- | ------------------- | ------------------- |
| 1                   | В. Ткаченко         | Киев                | Вооруженные Силы    | 22,78               |                     |
| 2                   | С. Курбатов         | Кишинёв             | «Молдова»           | 23,38               |                     |
| 3                   | А. Башмаков         | Ярославль           | «Труд»              | 23,46               |                     |
|                     |                     |                     |                     |                     |                     |

| 100 м, вольный стиль | 100 м, вольный стиль | 100 м, вольный стиль | 100 м, вольный стиль | 100 м, вольный стиль | 100 м, вольный стиль |
| Место                | Спортсмен            | Город                | ДСО/Спорт.орг.       | Время                |                      |
| -------------------- | -------------------- | -------------------- | -------------------- | -------------------- | -------------------- |
| 1                    | В. Ткаченко          | Киев                 | Вооруженные Силы     | 50,27                |                      |
| 2                    | Н. Евсеев            | Куйбышев             | Вооруженные Силы     | 51,07                |                      |
| 3                    | С. Курбатов          | Кишинев              | «Молдова»            | 51,40                |                      |
|                      |                      |                      |                      |                      |                      |

| 200 м, вольный стиль | 200 м, вольный стиль | 200 м, вольный стиль | 200 м, вольный стиль | 200 м, вольный стиль | 200 м, вольный стиль |
| Место                | Спортсмен            | Город                | ДСО/Спорт.орг.       | Время                |                      |
| -------------------- | -------------------- | -------------------- | -------------------- | -------------------- | -------------------- |
| 1                    | А. Кузнецов          | Москва               | «Буревестник»        | 1.52,88              |                      |
| 2                    | С. Кудряев           | Москва               | «Буревестник»        | 1.52,98              |                      |
| 3                    | А. Бориславский      | Зугрэс               | «Авангард»           | 1.53,93              |                      |
|                      |                      |                      |                      |                      |                      |

| 400 м, вольный стиль | 400 м, вольный стиль | 400 м, вольный стиль | 400 м, вольный стиль | 400 м, вольный стиль | 400 м, вольный стиль |
| Место                | Спортсмен            | Город                | ДСО/Спорт.орг.       | Время                |                      |
| -------------------- | -------------------- | -------------------- | -------------------- | -------------------- | -------------------- |
| 1                    | А. Базанов           | Москва               | «Спартак»            | 3.56,14              |                      |
| 2                    | А. Гайдукевич        | Гродно               | Профсоюзы            | 3.56,31              |                      |
| 3                    | А. Кузнецов          | Москва               | «Буревестник»        | 3.57,97              |                      |
|                      |                      |                      |                      |                      |                      |

| 1500 м, вольный стиль | 1500 м, вольный стиль | 1500 м, вольный стиль | 1500 м, вольный стиль | 1500 м, вольный стиль | 1500 м, вольный стиль |
| Место                 | Спортсмен             | Город                 | ДСО/Спорт.орг.        | Время                 |                       |
| --------------------- | --------------------- | --------------------- | --------------------- | --------------------- | --------------------- |
| 1                     | А. Базанов            | Москва                | «Спартак»             | 15.30,68              |                       |
| 2                     | А. Гайдукевич         | Гродно                | Профсоюзы             | 15.36,32              |                       |
| 3                     | А. Гольцов            | Омск                  | Вооруженные Силы      | 15.38,87              |                       |
|                       |                       |                       |                       |                       |                       |

| 100 м, брасс | 100 м, брасс   | 100 м, брасс   | 100 м, брасс     | 100 м, брасс | 100 м, брасс |
| Место        | Спортсмен      | Город          | ДСО/Спорт.орг.   | Время        |              |
| ------------ | -------------- | -------------- | ---------------- | ------------ | ------------ |
| 1            | В. Лозик       | Донецк         | Вооруженные Силы | 1.03,61      |              |
| 2            | А. Овчинников  | Ростов-на-Дону | «Локомотив»      | 1.03,93      |              |
| 3            | С. Соколовский | Красноярск     | Профсоюзы        | 1.03,93      |              |
|              |                |                |                  |              |              |

| 200 м, брасс | 200 м, брасс   | 200 м, брасс | 200 м, брасс     | 200 м, брасс | 200 м, брасс |
| Место        | Спортсмен      | Город        | ДСО/Спорт.орг.   | Время        |              |
| ------------ | -------------- | ------------ | ---------------- | ------------ | ------------ |
| 1            | В. Лозик       | Донецк       | Вооруженные Силы | 2.17,14      |              |
| 2            | С. Соколовский | Красноярск   | Профсоюзы        | 2.18,45      |              |
| 3            | Э. Климентьев  | Минск        | Профсоюзы        | 2.18,72      |              |
|              |                |              |                  |              |              |

| 100 м, баттерфляй | 100 м, баттерфляй | 100 м, баттерфляй | 100 м, баттерфляй | 100 м, баттерфляй | 100 м, баттерфляй |
| Место             | Спортсмен         | Город             | ДСО/Спорт.орг.    | Время             |                   |
| ----------------- | ----------------- | ----------------- | ----------------- | ----------------- | ----------------- |
| 1                 | С. Гарро          | Челябинск         | Вооруженные Силы  | 54,14             |                   |
| 2                 | В. Ковальский     | Киев              | Вооруженные Силы  | 55,33             |                   |
| 3                 | К. Петров         | Алма-Ата          | «Динамо»          | 55,50             |                   |
|                   |                   |                   |                   |                   |                   |

| 200 м, баттерфляй | 200 м, баттерфляй | 200 м, баттерфляй | 200 м, баттерфляй | 200 м, баттерфляй | 200 м, баттерфляй |
| Место             | Спортсмен         | Город             | ДСО/Спорт.орг.    | Время             |                   |
| ----------------- | ----------------- | ----------------- | ----------------- | ----------------- | ----------------- |
| 1                 | Д. Паньков        | Ташкент           | «Локомотив»       | 2.02,21           |                   |
| 2                 | В. Ковальский     | Киев              | Вооруженные Силы  | 2.02,73           |                   |
| 3                 | К. Петров         | Алма-Ата          | «Динамо»          | 2.03,41           |                   |
|                   |                   |                   |                   |                   |                   |

| 100 м, на спине | 100 м, на спине | 100 м, на спине | 100 м, на спине  | 100 м, на спине | 100 м, на спине |
| Место           | Спортсмен       | Город           | ДСО/Спорт.орг.   | Время           |                 |
| --------------- | --------------- | --------------- | ---------------- | --------------- | --------------- |
| 1               | И. Полянский    | Новосибирск     | «Динамо»         | 56,97           |                 |
| 2               | О. Гавриленко   | Киев            | Вооруженные Силы | 57,37           |                 |
| 3               | А. Самсоненко   | Псков           | «Спартак»        | 58,40           |                 |
|                 |                 |                 |                  |                 |                 |

| 200 м, на спине | 200 м, на спине | 200 м, на спине | 200 м, на спине | 200 м, на спине | 200 м, на спине |
| Место           | Спортсмен       | Город           | ДСО/Спорт.орг.  | Время           |                 |
| --------------- | --------------- | --------------- | --------------- | --------------- | --------------- |
| 1               | И. Полянский    | Новосибирск     | «Динамо»        | 2.03,47         |                 |
| 2               | С. Пальчиков    | Кировоград      | «Буревестник»   | 2.03,98         |                 |
| 3               | П. Кудрявцев    | Москва          | «Спартак»       | 2.05,86         |                 |
|                 |                 |                 |                 |                 |                 |

| 200 м, комплексное плавание | 200 м, комплексное плавание | 200 м, комплексное плавание | 200 м, комплексное плавание | 200 м, комплексное плавание | 200 м, комплексное плавание |
| Место                       | Спортсмен                   | Город                       | ДСО/Спорт.орг.              | Время                       |                             |
| --------------------------- | --------------------------- | --------------------------- | --------------------------- | --------------------------- | --------------------------- |
| 1                           | В. Ярощук                   | Днепропетровск              | Вооруженные Силы            | 2.02,92                     |                             |
| 2                           | М. Зубков                   | Пермь                       | «Спартак»                   | 2.05,82                     |                             |
| 3                           | А. Ляшенко                  | Харьков                     | «Спартак»                   | 2.06,68                     |                             |
|                             |                             |                             |                             |                             |                             |

| 400 м, комплексное плавание | 400 м, комплексное плавание | 400 м, комплексное плавание | 400 м, комплексное плавание | 400 м, комплексное плавание | 400 м, комплексное плавание |
| Место                       | Спортсмен                   | Город                       | ДСО/Спорт.орг.              | Время                       |                             |
| --------------------------- | --------------------------- | --------------------------- | --------------------------- | --------------------------- | --------------------------- |
| 1                           | В. Ярощук                   | Днепропетровск              | Вооруженные Силы            | 4.19,81                     |                             |
| 2                           | С. Маринюк                  | Кишинёв                     | «Молдова»                   | 4.27,51                     |                             |
| 3                           | С. Пичугин                  | Алма-Ата                    | «Динамо»                    | 4.29,04                     |                             |
|                             |                             |                             |                             |                             |                             |

| Эстафета 4×100 м вольный стиль | Эстафета 4×100 м вольный стиль | Эстафета 4×100 м вольный стиль | Эстафета 4×100 м вольный стиль | Эстафета 4×100 м вольный стиль |
| Место                          | Команда                        | Состав команды | Время                          |                                |
| ------------------------------ | ------------------------------ | --- | ------------------------------ | ------------------------------ |
| 1                              | РСФСР                          | Г. Пригода (Ростов-на-Дону, Вооруженные Силы) А. Башмаков (Ярославль, «Труд») В. Таянович (Куйбышев, Вооруженные Силы) Н. Евсеев (Куйбышев, Вооруженные Силы) | 3.24,41                        |                                |
| 2                              | Украинская ССР                 | В. Ткаченко (Киев, Вооруженные Силы) А. Хлопцов (Киев, «Динамо») Е. Котряга (Киев, Вооруженные Силы) А. Бориславский (Зугрэс, «Авангард»)                     | 3.25,33                        |                                |
| 3                              | Молдавская ССР                 | С. Курбатов (Кишинёв, «Молдова») А. Горячев (Кишинёв, «Молдова») А. Селезнев (Кишинёв, Вооруженные Силы) Ю. Башкатов (Кишинёв, «Динамо»)                      | 3.27,15                        |                                |
|                                |                                | |                                |                                |

| Эстафета 4×200 м вольный стиль | Эстафета 4×200 м вольный стиль | Эстафета 4×200 м вольный стиль | Эстафета 4×200 м вольный стиль | Эстафета 4×200 м вольный стиль |
| Место                          | Команда                        | Состав команды | Время                          |                                |
| ------------------------------ | ------------------------------ | --- | ------------------------------ | ------------------------------ |
| 1                              | РСФСР                          | А. Патраков (Пенза, Профсоюзы) В. Таянович (Куйбышев, Вооруженные Силы) М. Курганов (Горький, «Труд») Н. Евсеев (Куйбышев, Вооруженные Силы)         | 7.31,96                        |                                |
| 2                              | Москва                         | А. Кузнецов («Буревестник») А. Базанов ("Спартак) О. Мамонов (Вооруженные Силы) С. Кудряев («Буревестник»)                                           | 7.32,22                        |                                |
| 3                              | Узбекская ССР                  | А. Румянцев (Ташкент, Вооруженные Силы) В. Кабанов (Ташкент, «Локомотив») В. Мочалов (Ташкент, «Трудовые резервы») Д. Паньков (Ташкент, «Локомотив») | 3.37,73                        |                                |
|                                |                                | |                                |                                |

| Комбинированная эстафета 4×100 м | Комбинированная эстафета 4×100 м | Комбинированная эстафета 4×100 м | Комбинированная эстафета 4×100 м | Комбинированная эстафета 4×100 м |
| Место                            | Команда                          | Состав команды | Время                            |                                  |
| -------------------------------- | -------------------------------- | --- | -------------------------------- | -------------------------------- |
| 1                                | РСФСР                            | И. Полянский (Новосибирск, «Динамо») А. Овчинников (Ростов-на-Дону, «Локомотив») С. Гарро (Челябинск, Вооруженные Силы) Н. Евсеев (Куйбышев, Вооруженные Силы) | 3.44,71                          |                                  |
| 2                                | Украинская ССР                   | О. Гавриленко (Киев, Вооруженные Силы) В. Лозик (Донецк, Вооруженные Силы) В. Ковальский (Киев, Вооруженные Силы) В. Ткаченко (Киев, Вооруженные Силы)         | 3.45,80                          |                                  |
| 3                                | Белорусская ССР                  | Ю. Потапов (Минск, Профсоюзы) Э. Климентьев (Минск, Профсоюзы) С. Талайко (Минск, Вооруженные Силы) Д. Сухомлинов (Минск, Вооруженные Силы)                    | 3.50,39                          |                                  |
|                                  |                                  | |                                  |                                  |

### Женщины
| 50 м, вольный стиль | 50 м, вольный стиль | 50 м, вольный стиль | 50 м, вольный стиль | 50 м, вольный стиль | 50 м, вольный стиль |
| Место               | Спортсмен           | Город               | ДСО/Спорт.орг.      | Время               |                     |
| ------------------- | ------------------- | ------------------- | ------------------- | ------------------- | ------------------- |
| 1                   | И. Гапон            | Харьков             | «Динамо»            | 26,75               |                     |
| 2                   | Д. Бабраускайте     | Каунас              | «Жальгирис»         | 27,17               |                     |
| 3                   | Е. Комиссаренко     | Москва              | «Труд»              | 27,23               |                     |
|                     |                     |                     |                     |                     |                     |

| 100 м, вольный стиль | 100 м, вольный стиль | 100 м, вольный стиль | 100 м, вольный стиль | 100 м, вольный стиль | 100 м, вольный стиль |
| Место                | Спортсмен            | Город                | ДСО/Спорт.орг.       | Время                |                      |
| -------------------- | -------------------- | -------------------- | -------------------- | -------------------- | -------------------- |
| 1                    | Е. Дендеберова       | Ленинград            | «Зенит»              | 57,89                |                      |
| 2                    | И. Тищенко           | Ташкент              | «Спартак»            | 58,40                |                      |
| 3                    | Е. Дубинец           | Днепропетровск       | «Буревестник»        | 58,72                |                      |
|                      |                      |                      |                      |                      |                      |

| 200 м, вольный стиль | 200 м, вольный стиль | 200 м, вольный стиль | 200 м, вольный стиль | 200 м, вольный стиль | 200 м, вольный стиль |
| Место                | Спортсмен            | Город                | ДСО/Спорт.орг.       | Время                |                      |
| -------------------- | -------------------- | -------------------- | -------------------- | -------------------- | -------------------- |
| 1                    | А. Резер             | Одесса               | Вооруженные Силы     | 2.04,17              |                      |
| 2                    | Е. Пензева           | Куйбышев             | Вооруженные Силы     | 2.06,77              |                      |
| 3                    | И. Тищенко           | Ташкент              | «Спартак»            | 2.06,81              |                      |
|                      |                      |                      |                      |                      |                      |

| 400 м, вольный стиль | 400 м, вольный стиль | 400 м, вольный стиль | 400 м, вольный стиль | 400 м, вольный стиль | 400 м, вольный стиль |
| Место                | Спортсмен            | Город                | ДСО/Спорт.орг.       | Время                |                      |
| -------------------- | -------------------- | -------------------- | -------------------- | -------------------- | -------------------- |
| 1                    | Н. Трефилова         | Киров                | «Спартак»            | 4.20,68              |                      |
| 2                    | Н. Кузьмина          | Тула                 | «Труд»               | 4.23,74              |                      |
| 3                    | Ж. Мухина            | Москва               | «Буревестник»        | 4.24,59              |                      |
|                      |                      |                      |                      |                      |                      |

| 800 м, вольный стиль | 800 м, вольный стиль | 800 м, вольный стиль | 800 м, вольный стиль | 800 м, вольный стиль | 800 м, вольный стиль |
| Место                | Спортсмен            | Город                | ДСО/Спорт.орг.       | Время                |                      |
| -------------------- | -------------------- | -------------------- | -------------------- | -------------------- | -------------------- |
| 1                    | Е. Дендеберова       | Ленинград            | «Зенит»              | 8.47,93              |                      |
| 2                    | Н. Трефилова         | Киров                | «Спартак»            | 8.50,34              |                      |
| 3                    | О. Николенко         | Йошкар-Ола           | «Спартак»            | 9.00,41              |                      |
|                      |                      |                      |                      |                      |                      |

| 100 м, брасс | 100 м, брасс | 100 м, брасс | 100 м, брасс     | 100 м, брасс | 100 м, брасс |
| Место        | Спортсмен    | Город        | ДСО/Спорт.орг.   | Время        |              |
| ------------ | ------------ | ------------ | ---------------- | ------------ | ------------ |
| 1            | Е. Волкова   | Ленинград    | «Спартак»        | 1.11,85      |              |
| 2            | С. Кузьмина  | Куйбышев     | Вооруженные Силы | 1.12,19      |              |
| 3            | Е. Кузнецова | Ленинград    | «Зенит»          | 1.12,93      |              |
|              |              |              |                  |              |              |

| 200 м, брасс | 200 м, брасс | 200 м, брасс | 200 м, брасс     | 200 м, брасс | 200 м, брасс |
| Место        | Спортсмен    | Город        | ДСО/Спорт.орг.   | Время        |              |
| ------------ | ------------ | ------------ | ---------------- | ------------ | ------------ |
| 1            | С. Кузьмина  | Куйбышев     | Вооруженные Силы | 2.32,61      |              |
| 2            | Е. Кузнецова | Ленинград    | «Зенит»          | 2.36,24      |              |
| 3            | Н. Мирошник  | Дебальцево   | «Локомотив»      | 2.37,39      |              |
|              |              |              |                  |              |              |

| 100 м, баттерфляй | 100 м, баттерфляй | 100 м, баттерфляй | 100 м, баттерфляй | 100 м, баттерфляй | 100 м, баттерфляй |
| Место             | Спортсмен         | Город             | ДСО/Спорт.орг.    | Время             |                   |
| ----------------- | ----------------- | ----------------- | ----------------- | ----------------- | ----------------- |
| 1                 | Е. Осадчук        | Дебальцево        | «Буревестник»     | 1.02,80           |                   |
| 2                 | А. Резер          | Одесса            | Вооруженные Силы  | 1.03,43           |                   |
| 3                 | С. Исакова        | Йошкар-Ола        | «Спартак»         | 1.03,72           |                   |
|                   |                   |                   |                   |                   |                   |

| 200 м, баттерфляй | 200 м, баттерфляй | 200 м, баттерфляй | 200 м, баттерфляй | 200 м, баттерфляй | 200 м, баттерфляй |
| Место             | Спортсмен         | Город             | ДСО/Спорт.орг.    | Время             |                   |
| ----------------- | ----------------- | ----------------- | ----------------- | ----------------- | ----------------- |
| 1                 | Е. Осадчук        | Дебальцево        | «Буревестник»     | 2.15,02           |                   |
| 2                 | Л. Карпенко       | Алма-Ата          | «Локомотив»       | 2.18,66           |                   |
| 3                 | О. Куниловская    | Ленинград         | «Труд»            | 2.18,91           |                   |
|                   |                   |                   |                   |                   |                   |

| 100 м, на спине | 100 м, на спине | 100 м, на спине | 100 м, на спине | 100 м, на спине | 100 м, на спине |
| Место           | Спортсмен       | Город           | ДСО/Спорт.орг.  | Время           |                 |
| --------------- | --------------- | --------------- | --------------- | --------------- | --------------- |
| 1               | Н. Шибаева      | Харьков         | «Локомотив»     | 1.02,80         |                 |
| 2               | Е. Козлова      | Ленинград       | «Труд»          | 1.05,24         |                 |
| 3               | В. Коряковцева  | Пермь           | «Спартак»       | 1.05,26         |                 |
|                 |                 |                 |                 |                 |                 |

| 200 м, на спине | 200 м, на спине | 200 м, на спине | 200 м, на спине | 200 м, на спине | 200 м, на спине |
| Место           | Спортсмен       | Город           | ДСО/Спорт.орг.  | Время           |                 |
| --------------- | --------------- | --------------- | --------------- | --------------- | --------------- |
| 1               | Н. Шибаева      | Харьков         | «Локомотив»     | 2.16,82         |                 |
| 2               | В. Коряковцева  | Пермь           | «Спартак»       | 2.18,07         |                 |
| 3               | Е. Козлова      | Ленинград       | «Труд»          | 2.19,11         |                 |
|                 |                 |                 |                 |                 |                 |

| 200 м, комплексное плавание | 200 м, комплексное плавание | 200 м, комплексное плавание | 200 м, комплексное плавание | 200 м, комплексное плавание | 200 м, комплексное плавание |
| Место                       | Спортсмен                   | Город                       | ДСО/Спорт.орг.              | Время                       |                             |
| --------------------------- | --------------------------- | --------------------------- | --------------------------- | --------------------------- | --------------------------- |
| 1                           | Н. Карпинская               | Ленинград                   | «Труд»                      | 2.20,66                     |                             |
| 2                           | Н. Катанова                 | Кишинев                     | «Молдова»                   | 2.23,29                     |                             |
| 3                           | О. Башуева                  | Ленинград                   | «Локомотив»                 | 2.24,92                     |                             |
|                             |                             |                             |                             |                             |                             |

| 400 м, комплексное плавание | 400 м, комплексное плавание | 400 м, комплексное плавание | 400 м, комплексное плавание | 400 м, комплексное плавание | 400 м, комплексное плавание |
| Место                       | Спортсмен                   | Город                       | ДСО/Спорт.орг.              | Время                       |                             |
| --------------------------- | --------------------------- | --------------------------- | --------------------------- | --------------------------- | --------------------------- |
| 1                           | Л. Карпенко                 | Алма-Ата                    | «Локомотив»                 | 4.56,29                     |                             |
| 2                           | Н. Карпинская               | Ленинград                   | «Труд»                      | 4.56,61                     |                             |
| 3                           | Е. Сладзевскис              | Кохтла-Ярве                 | «Калев»                     | 4.58,61                     |                             |
|                             |                             |                             |                             |                             |                             |

| Эстафета 4×100 м вольный стиль | Эстафета 4×100 м вольный стиль | Эстафета 4×100 м вольный стиль | Эстафета 4×100 м вольный стиль | Эстафета 4×100 м вольный стиль |
| Место                          | Команда                        | Состав команды | Время                          |                                |
| ------------------------------ | ------------------------------ | --- | ------------------------------ | ------------------------------ |
| 1                              | Украинская ССР                 | И. Гапон (Харьков, «Динамо») Е. Дубинец (Днепропетровск, «Буревестник») О. Сергеева (Симферополь, «Динамо») А. Резер (Одесса, Вооруженные Силы) | 3.53,60                        |                                |
| 2                              | Ленинград                      | Н. Карпинская («Труд») Е. Козлова («Труд») О. Башуева («Локомотив») Е. Дендеберова («Зенит»)                                                    | 3.53,80                        |                                |
| 3                              | РСФСР                          | С. Исакова (Йошкар-Ола, «Спартак») Т. Севрюгина (Устинов, Профсоюзы) Н. Сидякина (Волгоград, Профсоюзы) Е. Пензева (Куйбышев, Вооруженные Силы) | 3.55,99                        |                                |
|                                |                                | |                                |                                |

| Эстафета 4×200 м вольный стиль | Эстафета 4×200 м вольный стиль | Эстафета 4×200 м вольный стиль | Эстафета 4×200 м вольный стиль | Эстафета 4×200 м вольный стиль |
| Место                          | Команда                        | Состав команды | Время                          |                                |
| ------------------------------ | ------------------------------ | --- | ------------------------------ | ------------------------------ |
| 1                              | Ленинград                      | О. Башуева («Локомотив») С. Степанова («Зенит») Е. Козлова («Труд») Е. Дендеберова («Зенит»)                                                             | 8.24,06                        |                                |
| 2                              | Украинская ССР                 | А. Резер (Одесса, Вооруженные Силы) Е. Дубинец (Днепропетровск, «Буревестник») Е. Сухоленцева (Запорожье, «Спартак») О. Сергеева (Симферополь, «Динамо») | 8.29,02                        |                                |
| 3                              | РСФСР                          | Н. Трефилова (Киров, «Спартак») Е. Пензева (Куйбышев, Вооруженные Силы) Т. Севрюгина (Устинов, Профсоюзы) С. Исакова (Йошкар-Ола, «Спартак»)             | 8.36,71                        |                                |
|                                |                                | |                                |                                |

| Комбинированная эстафета 4×100 м | Комбинированная эстафета 4×100 м | Комбинированная эстафета 4×100 м | Комбинированная эстафета 4×100 м | Комбинированная эстафета 4×100 м |
| Место                            | Команда                          | Состав команды | Время                            |                                  |
| -------------------------------- | -------------------------------- | --- | -------------------------------- | -------------------------------- |
| 1                                | Украинская ССР                   | Н. Шибаева (Харьков, «Локомотив») Н. Мирошник (Дебальцево, «Локомотив») Е. Осадчук (Дебальцево, «Буревестник») А. Резер (Одесса, Вооруженные Силы)    | 4.15,07                          |                                  |
| 2                                | РСФСР                            | В. Коряковцева (Пермь, «Спартак») С. Кузьмина (Куйбышев, Вооруженные Силы) С. Исакова (Йошкар-Ола, «Спартак») Е. Пензева (Куйбышев, Вооруженные Силы) | 4.18,19                          |                                  |
| 3                                | Ленинград                        | Е. Козлова («Труд») Е. Волкова («Спартак») Т. Лавринович (Вооруженные Силы) Е. Дендеберова («Зенит»)                                                  | 4.18,47                          |                                  |
|                                  |                                  | |                                  |                                  |